# Uropsilus investigator
Uropsilus investigator es una especie de musaraña de la familia Talpidae.

## Distribución geográfica
Es endémica en el  Yunnan provincia de China, aunque su área de distribución se cree que se extienden hasta la frontera con Birmania.